# 아이스크림무스메
아이스크림무스메(アイスクリー娘。, 冰淇淋少女組。)는 헬로! 프로젝트의 첫 해외 여성 아이돌 그룹이다.

## 개요
대만을 중심으로 활동하고 있는 헬로! 프로젝트의 연수생에 의해 결성된 하로프로대만의 그룹. 멤버의 대부분은 학생이기 위해, 대대적인 예능 활동은 주로 장기 휴가(여름 휴가(방학) 등)가 주체. 일본과 대만의 양쪽 모두로 아티스트 활동을 병행하여 활동해 나갈 예정이었지만, 일본에서 행해진 2009년의 여름의 Hello! Project 콘서트 출연 이후, 대만에서 몇 차례 이벤트에 출연한 후, 공식적인 발표가 없는 채 사실상의 활동 중단 상태가 되어, 그 후, 아이스크림무스메。자체가 어떻게 되었는지라고 하는 자세한 것은 불명하다(공식 블로그도 리뉴얼을 위해 일시 폐쇄해, 후에 재개하는 것이 고지되고 있었지만, 일시 폐쇄 후 그대로 재개되어 있지 않다).

## 멤버
- 셴셴 (シェンシェン, 喜樂) (1988년 1월 10일 - ) - 리더, 최연장자
- 안치 (アンチー, 安琪) (1989년 7월 23일 - ) - 서브리더
- 페이페이 (ペイペイ, 傻白) (1991년 2월 10일 - )
- 요우코 (ヨウコ, 燈泡) (1992년 8월 28일 - )
- 레이레이 (レイレイ、阿翠) (1994년 1월 16일 - )
- 구챤 (グーチャン、小筠) (1996년 12월 14일 - ) - 최연소

## 약력
주로 일본에서의 활동 사항.
2008년
- 5월 24일, 헬로! 프로젝트 첫 해외 오디션「早安家族New Star」오디션 모집 개시[1].
- 9월 21일, 헬로! 프로젝트 첫 해외 오디션「早安家族New Star」6명 합격자 결정[2].
- 11월 8일, 보이스 트레이닝, 레코딩등을 실시하기 위해, 9일간 일본에 체재.
- 12월 18일, 오피셜 블로그 오픈.
- 12월 26일, 정식으로 데뷔하는 것을 대만과 일본에서 동시에 발표[3].

2009년
- 1월 9일, 1st 미니 앨범「1st最棒!」이 대만에서 발매.
- 1월 31일, 1st 미니 앨범「1st最高!」가 일본에서 발매.「Hello! Project 2009 Winter 결정! 하로☆프로 어워드'09 ~엘더클럽 졸업기념 스페셜~」에서 피로연[4].
- 7월 7일, 1st 미니 앨범「1st最棒!」이 중국에서 발매.
- 8월,「Hello! Project 2009 SUMMER 혁명원년 ~Hello! 챤푸루~」의 오사카 후생 연금 회관, 나카노 선플라자 공연에 출연[5].

2010년
- 11월, 공식 사이트의 아티스트 일람에서 삭제되어 헬로! 프로젝트를 이탈했다. 이후, 그룹 정식 해산.

## 음악

### 미니 앨범
1. 1st最高! (2009년 1월 31일)

## 방송

### 텔레비전
- 早安家族New Star (2008년 6월 ~ 9월 21일)
- 日韓音樂瘋 (2008년 11월 28일)
- 東風娛樂通 (2009년 1월 6일)
- 音樂萬萬歲 (2009년 1월 25일)
- 鑽石夜總會 (2009년 2월 1일 · 15일)
- 娛樂百分百 (2009년 2월 7일 · 3월 7일 · 16일 · 23일)
- 歡樂幸運星 (2009년 2월 12일 · 16일)
- 挑戰101 (2009년 2월 13일)
- 完全娛樂 (2009년 2월 14일)
- 綜藝大哥大 (2009년 2월 14일 · 28일)
- MTV FUN音樂 (2009년 2월 23일 ~ 25일)
- 日韓音樂瘋 (2009년 3월 6일)
- 快樂有go正 (2009년 3월 7일)
- 大學生了沒 (2009년 3월 11일)
- 我猜我猜我猜猜猜 (2009년 3월 14일)
- POWER星期天 (2009년 3월 19일)